# Potęgowo
Potęgowo (Pottangow fino al 1945) è un comune rurale polacco del distretto di Słupsk, nel voivodato della Pomerania.
Ricopre una superficie di 227,92 km² e nel 2006 contava 7 135 abitanti.